# Wiesław Majchrzak

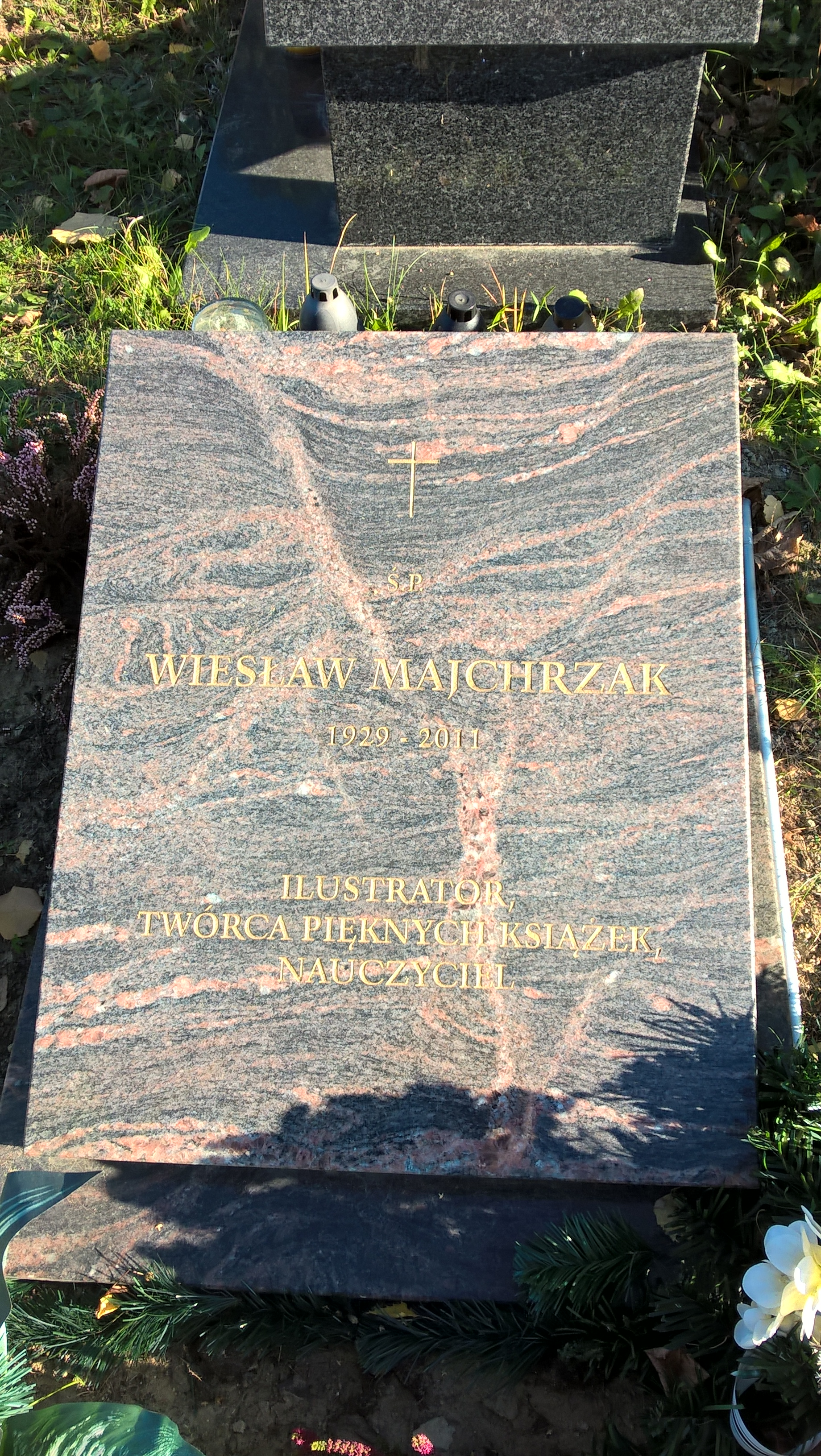
Grób Wiesława Majchrzaka na Cmentarzu Komunalnym Północnym w Warszawie

Wiesław Majchrzak (ur. 26 lipca 1929 w Łodzi, zm. 22 lutego 2011 roku w Warszawie) – polski ilustrator, malarz, rysownik. Jeden z czołowych przedstawicieli Polskiej Szkoły Ilustracji. Mąż Bożeny Truchanowskiej-Majchrzak.

## Życiorys
W 1948 roku ukończył Państwowe Liceum Artystyczne mieszczące się wówczas przy ulicy Myśliwieckiej 8 w Warszawie. W 1955 roku ukończył studia na warszawskiej Akademii Sztuk Pięknych. Uzyskał dyplom z wyróżnieniem w pracowni prof. Tadeusza Kulisiewicza. W tym czasie tworzył już artystyczny duet ze swoją żoną, Bożeną Truchanowską.

Bezpośrednio po studiach zajęli się odnawianiem fasad zabytkowych kamienic. Komponowali głównie sgraffito, na warszawskiej Starówce jak i na Starym Mieście w Lublinie, w Domie Złotnika. Dzieło na wspomnianej kamienicy zostało nagrodzone, docenił je także konserwator starówki warszawskiej i lubelskiej, Mieczysław Kuzma, za którego wstawiennictwem małżeństwo otrzymało w Warszawie lokal, służący im za pracownię. Według wspomnień Bożeny Truchanowskiej, ich wspólny system pracy wyglądał następująco:
W pracowni się zmienialiśmy miejscami, raz ja rysowałam na dole, a Wiesław na antresoli, potem odwrotnie. Wiesław długo pracował, spóźniał się z terminami, czasem kilka miesięcy, (…) w istocie byliśmy domowymi wyrobnikami, którzy pod pachą przynosili swoje prace do wydawnictwa. (…) honoraria były dobre, biedy nie cierpieliśmy, a na dodatek czuliśmy się doceniani. Kochaliśmy to co robiliśmy.
W latach 60. i 70. z ich warsztatu zeszło wiele prac nagradzanych w Polsce i za granicą. Nagradzany również indywidualnie w wielu konkursach. Autor szaty graficznej książek, twórca serii kart pocztowych, ilustrator pism dziecięcych („Płomyczek”). W 1982 r. książka Walc panny Ludwiki H. Januszewskiej została wpisana na Listę Honorową IBBY (International Board on Books for Young People) w kategorii ilustrator. Odznaczony m.in. Medalem Komisji Edukacji Narodowej.
Małżeństwo nie posiadało potomstwa a sam Majchrzak długo ukrywał swój biseksualizm. Związek z Truchanowską po wielu latach zakończył się, kiedy artysta wyprowadził się do swojego partnera.

## Twórczość
Wedle Majchrzaka, twórczość ilustratorska to:
suma niczym nie skrępowanej wyobraźni plastycznej – wynik swobodnych poszukiwań formalnych i artystycznych.
Chociaż wiele tworzył ze swoją żoną i ich kompozycje ilustratorskie uzupełniały się, oboje zachowali jednak osobny styl. Twórczość Majchrzaka była bardziej graficzna i ornamentalna.  Artysta eksperymentował z tworzeniem kompozycji z kropek czarnego tuszu rysowanych piórkiem. Inspiracje do pracy czerpał ze sztuki historycznej, przez co często właściwe rysowanie poprzedzały badania nad daną epoką, co określał mianem "rygoru":
Przez pojęcie "rygor" rozumiem po prostu dodatkowe warunki, które artysta musi spełnić. Tymi warunkami są: 1. jak najwyższa wartość artystyczna; 2. wnikliwe poznanie tekstu; 3. przerzucenie pomostu między wyobraźnią literata a czytelnika – inaczej przełożenie wizji literackiej na język plastyczny.
Wspólnie z żoną debiutowali w 1956 roku, tworząc ilustracje dla Baśni Grimmów wydanych przez Naszą Księgarnię. Cechowały się one nowoczesną kompozycją i mocnymi graficznie akcentami w deseniu ubiorów, zasłon itp. Inspirowane były XIX-wieczną grafiką i malarstwem niemieckim, co przejawiało się zwłaszcza w zastosowanej technice i delikatności konturu. Ilustracje te odznaczone zostały srebrnym medalem na IV Targach w Lipsku (Internationale Buchkunst-Ausstellung).
Przykład czarno-białych ilustracji Majchrzaka widać w Portrecie Bacha z 1960 r., gdzie rysunki sprawiały wrażenie roztapiania się w tle, ocierając się niemal o nieczytelność. Pomagało to w budowaniu dystansu między treścią bajek o odległych dziejach a czytelnikiem.
Znacznie więcej sławy przysporzyły artyście ilustracje kolorowe, pełne drobiazgowych, wycyzelowanych detali, które nadawały baśniowego charakteru. Inspirowane sztuką witraży bądź średniowiecznymi i renesansowymi haftami, kompozycje oddawały historyzujący charakter zwłaszcza w takich dziełach jak Baśnie włoskie Calvino z 1968.
W kontraście do żywych barw ilustracji baśni, ilustracjom do poezji, np. Muzyki Pana Chopina Wandy Chotomskiej z 1978, nadawał subtelniejszych, stonowanych kolorów.

## Osiągnięcia

### Nagrody zdobyte wraz zBożeną Truchanowską
- 1959 – IBA (Internationale Buchkunst – Ausstellung), Lipsk (NRD), Srebrny Medal: za ilustracje do Baśni, J. i W. Grimm, Nasza Księgarnia
- 1962 – Wystawa XV-lecie PRL, wyróżnienie
- 1962 – PTWK, wyróżnienie za ilustracje do książki Mówiący dąb, G. Sand, wyd. Nasza Księgarnia
- 1963 – IBA, Lipsk (NRD), wyróżnienie za ilustracje do książki Mówiący dąb, G. Sand, wyd. Nasza Księgarnia
- 1963 – PTWK, Nagroda za ilustracje do książki Zamek Siedmiu Dębów, J.A. Zaremba, wyd. Nasza Księgarnia
- 1964 – IBA, Lipsk (NRD) wyróżnienie za ilustracje do książki Zamek Siedmiu Dębów, J.A. Zaremba, Nasza Księgarnia
- 1965 – PTWK, wyróżnienie za ilustracje do książki Podróże z Abrakadabrą, J. Ros, wyd. Nasza Księgarnia
- 1965 – Wystawa Najpiękniejszej Książki Świata (Frankfurt n. M. NRF), wyróżnienie za ilustracje do książki Podróże z Abrakadabrą, wyd. Nasza Księgarnia
- 1965 – VIII Biennale Sztuki (São Paulo), Złoty Medal – zbiorowy dla prac wystawionych przez wydawnictwo Nasza Księgarnia
- 1975 – Wiesław Majchrzak wraz z Bożeną Truchanowską otrzymali wspólnie nagrodę Prezesa Rady Ministrów za osiągnięcia artystyczne w dziedzinie ilustracji książkowej dla dzieci i młodzieży

### Nagrody indywidualne
- 1955 – Ogólnopolska Wystawa Młodej Plastyki Arsenał, nagroda
- 1954 – Nagroda za projekt i realizację sgraffito na elewacji domu w Lublinie przy ulicy Złotej 4
- 1964 – PTWK, Wyróżnienie za ilustracje do Złoty Strąd, F. Fenikowski, wyd. Nasza Księgarnia
- 1967 – PTWK, Wyróżnienie za ilustracje do Kuglarzy, J. Ollivier, wyd. Nasza Księgarnia
- 1968 – PTWK, Nagroda za ilustracje do Baśni włoskich, I. Calvino, wyd. Nasza Księgarnia
- 1969 – Nagroda Ministra Kultury i Sztuki;
- 1971 – IBA, Lipsk (NRD) wyróżnienie za ilustracje do Baśni włoskich, I. Calvino, wyd. Nasza Księgarnia
- 1973 – Medal Komisji Edukacji Narodowej za zasługi dla oświaty i wychowania
- 1982 – Trzecie wyróżnienie Międzynarodowej Fundacji im. Christiana Andersena w Bolonii

### Wystawy
- 1964 – Wiedeń, Wystawa indywidualna ilustracji książkowej
- 1984 – Kalisz, KMPiK, Wystawa indywidualna ilustracji książkowej[9]